# Oiseaux de paradis
Pour plus de détails, voir Fiche technique et Distribution.
Oiseaux de paradis (titre original : Birds of Paradise) est un film américain réalisé par Sarah Adina Smith (en), sorti en 2021.

## Synopsis
Kate Sanders est une étudiante nouvellement arrivée dans une prestigieuse académie de ballet à Paris. Le premier jour, elle fait un commentaire sur Ollie, un ancien élève de l'école qui s'est suicidé en sautant d'un pont. Cela pousse la sœur d'Ollie, Marine Durand, à s'en prendre à elle.

## Fiche technique
- Titre : Oiseaux de paradis
- Titre original : Birds of Paradise
- Réalisation : Sarah Adina Smith (en)
- Scénario : Sarah Adina Smith (en) d'après le roman d'A. K. Small
- Photographie : Shaheen Seth
- Montage : David Barker
- Musique : Ellen Reid
- Producteurs : Trevor Adley, Jonako Donley, Dara Gordon et Sarah Adina Smith
- Société de production : Amazon Studios, Anonymous Content, Big Indie Pictures et Everything Is Everything
- Pays d'origine :  États-Unis
- Genre : Film dramatique
- Durée : 113 minutes (1 h 53)
- Dates de sortie : 
  - Prime Video : 24 septembre 2021

## Distribution
- Kristine Frøseth (VF : Antonella Colapietro) : Marine Élise Durand
- Diana Silvers : Kate Sanders
- Caroline Goodall (VF : Martine Irzenski) : Céline Durand, la mère de Marine
- Eva Lomby : Gia
- Jacqueline Bisset : Madame Brunelle
- Toby Huss : Scott Sanders
- Daniel Camargo (en) : Felipe
- Solomon Golding : Luc
- Alice Dardenne : Claire
- Didier Flamand : Francis Chevalier
- Stav Strashko (en) : Valentine Louvet
- Gaetan Vermeulen : Jean-Paul
- Osiel Gouneo : Benjamin
- Nassim Si Ahmed : Jamal
- Igone de Jongh (nl) : Sarah Barinelli
- Madeleine Green : Isabelle
- Roger Barclay (VF : Gilles Sallé) : Lucien, le père de Marine

 Source et légende : version française (VF) sur RS Doublage

## Accueil
Le film a reçu un accueil mitigé de la critique. Il obtient un score moyen de 57 % sur Metacritic.